# Белгород-Днестровский район
Бе́лгород-Днестро́вский райо́н (укр. Білгород-Дністровський район) — административная единица на юго-востоке Одесской области Украины. Административный центр — город Белгород-Днестровский.
В рамках административно-территориальной реформы постановлением Верховной Рады от 17 июля 2020 года район был укрупнён, в его состав вошли территории Белгород-Днестровской и Татарбунарской городских, Саратской и Сергеевской поселковых, Дивизийской, Каролино-Бугазской, Кулевчанской, Лиманской, Маразлиевской, Мологовской , Петропавловской, Плахтиевской, Староказачей, Тузловской, Успеновской, Шабовской сельских территориальных общин.

## География
Район омывается Чёрным морем и Днестровским лиманом, по территории района протекают реки Днестр, Алкалия. На территории района расположен Шаболатский лиман. Часть территории района входит в заповедное урочище «Днестровские плавни». На западе граничит с Болградским и Измаильским, на востоке с Одесским районами Одесской области.

### Транспорт
Курсирует пассажирский поезд Киев — Измаил и прицепной вагон Киев — Березино, а также 5 пар электричек Белгород-Днестровский — Одесса. Помимо райцентра они останавливаются также и в сёлах района.
С 2018 года курсирует скорый поезд Черновцы — Белгород-Днестровский.

## История
Район образован в 1944 году. 21 января 1959 года к Белгород-Днестровскому району была присоединена часть территории упразднённого Тузлового района.

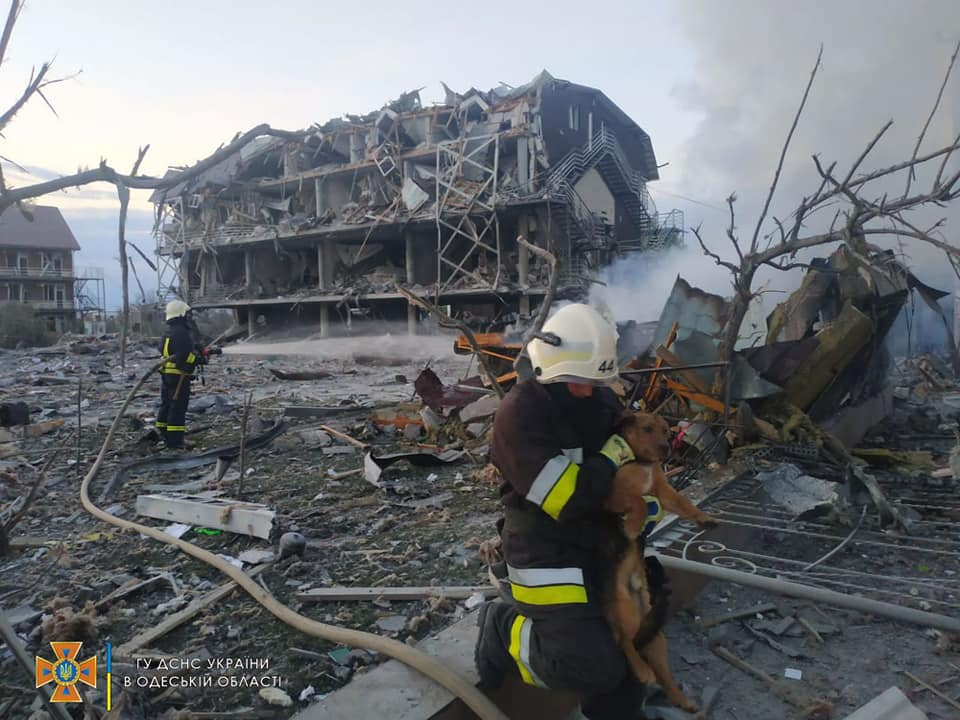
Разрушенная база отдыха в Белгород-Днестровском районе после российского ракетного удара 9 мая 2022 года в ходе широкомасштабного вторжения российских войск на Украину

Постановлением Верховной Рады от 17 июля 2020 года в результате административно-территориальной реформы район был укрупнён, в его состав вошли территории:
- Белгород-Днестровского района с городом областного значения Белгород-Днестровский (Белгород-Днестровская городская, Сергеевская поселковая, Маразлиевская, Мологовская, Староказачая и Шабовская сельские территориальные общины),
- Саратского района (Саратская поселковая, Кулевчанская, Петропавловская, Плахтиевская и Успеновская сельские территориальные общины),
- Татарбунарского района (Татарбунарская городская, Дивизийская, Лиманская и Тузловская сельские территориальные общины),
- Овидиопольского района, частично (Каролино-Бугазская сельская территориальная община),
- Тарутинского района, частично (территория Александровского сельского совета, включённая в Петропавловскую сельскую территориальную общину).

## Население
Численность населения района в укрупнённых границах — 201,4 тыс. человек на момент расширения, 198 572 человека на 1 января 2021 года.
Численность населения района в границах до 17 июля 2020 года по состоянию на 1 января 2020 года — 59 349 человек (всё — сельское).

## Административное устройство
Район в укрупнённых границах с 17 июля 2020 года делится на 16 территориальных общин (громад), в том числе 2 городские, 2 поселковые и 12 сельских общин (в скобках — их административные центры):
- Городские:
  - Белгород-Днестровская городская община (город Белгород-Днестровский),
  - Татарбунарская городская община (город Татарбунары);
- Поселковые:
  - Саратская поселковая община (пгт Сарата),
  - Сергеевская поселковая община (пгт Сергеевка);
- Сельские:
  - Дивизийская сельская община (село Дивизия),
  - Каролино-Бугазская сельская община (село Каролино-Бугаз),
  - Кулевчанская сельская община (село Кулевча),
  - Лиманская сельская община (село Лиман),
  - Маразлиевская сельская община (село Маразлиевка),
  - Мологовская сельская община (село Молога),
  - Петропавловская сельская община (село Петропавловка),
  - Плахтиевская сельская община (село Плахтиевка),
  - Староказачая сельская община (село Староказачье),
  - Тузловская сельская община (село Тузлы),
  - Успеновская сельская община (село Успеновка),
  - Шабовская сельская община (село Шабо).

Количество местных советов в старых границах района (до июля 2020 года):
- сельских — 27

Количество населённых пунктов в старых границах района (до 17 июля 2020 года):
- сёл — 55
- посёлков — 2

## Галерея

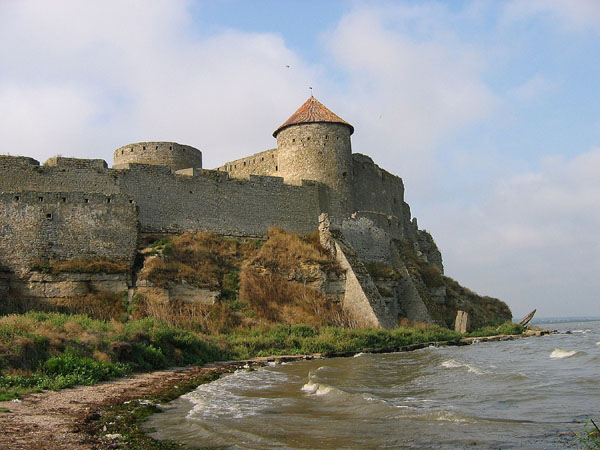
Крепость в Белгороде-Днестровском
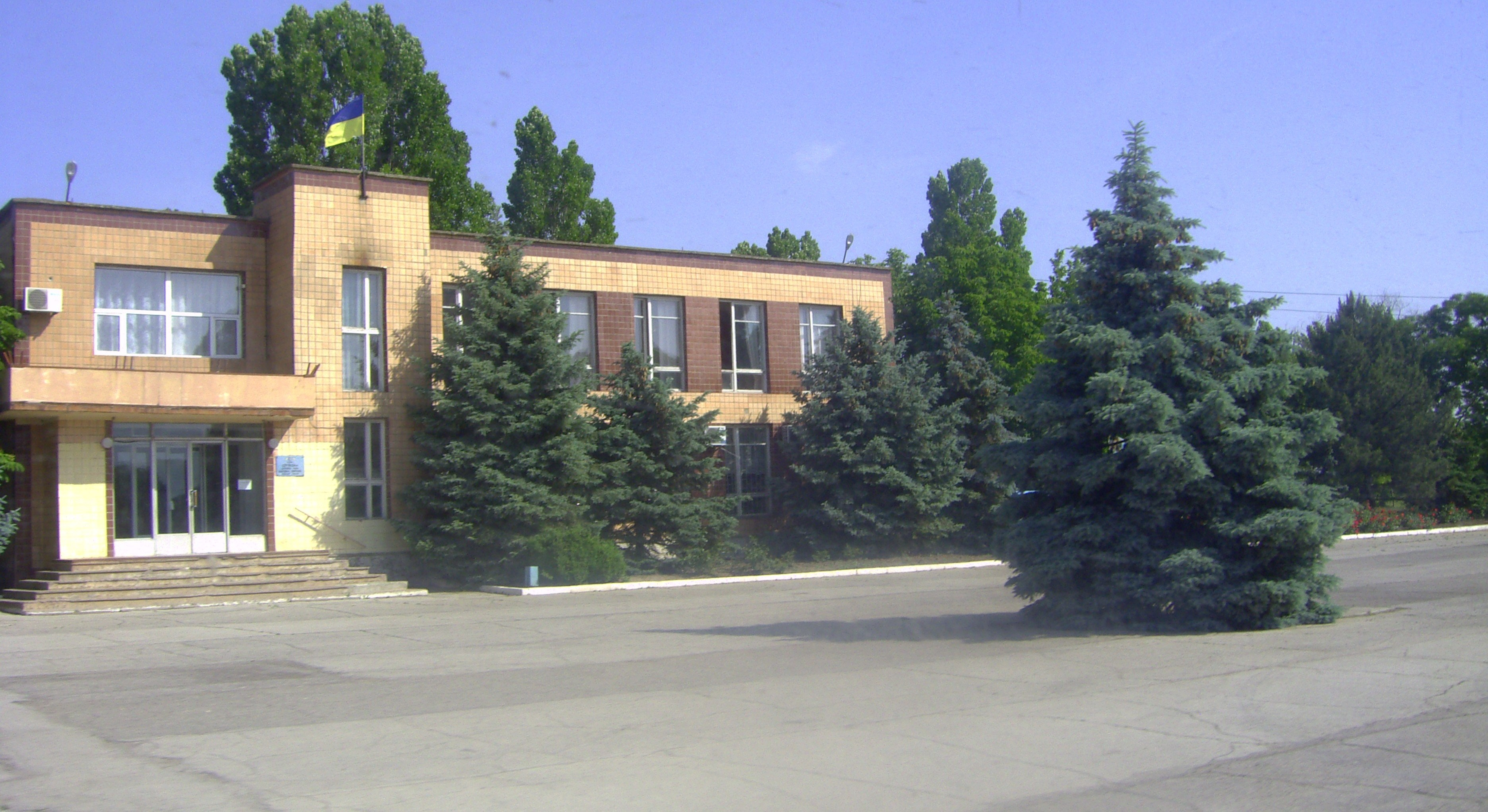
Сергеевский поселковый совет
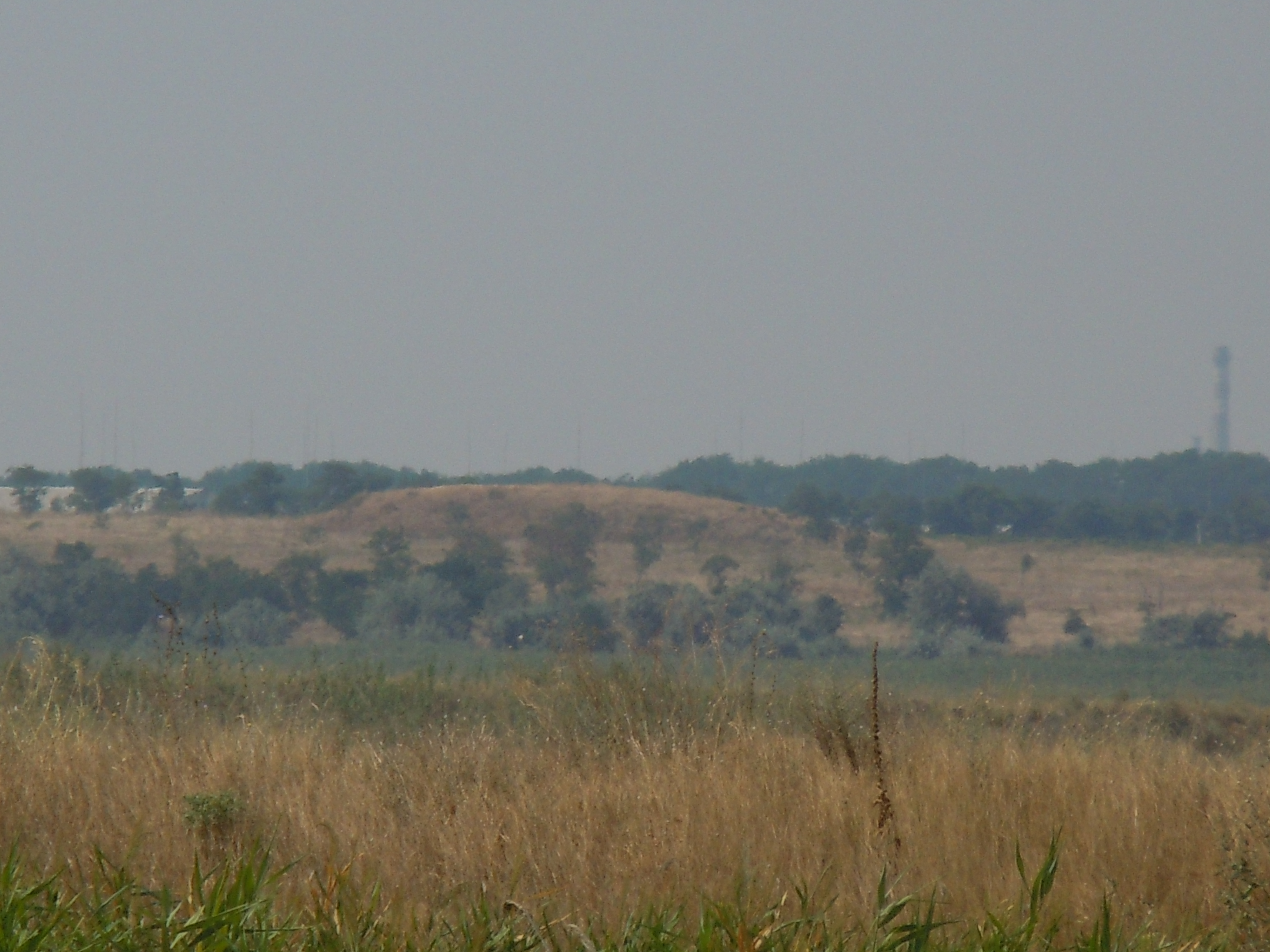
Аккембецкий курган
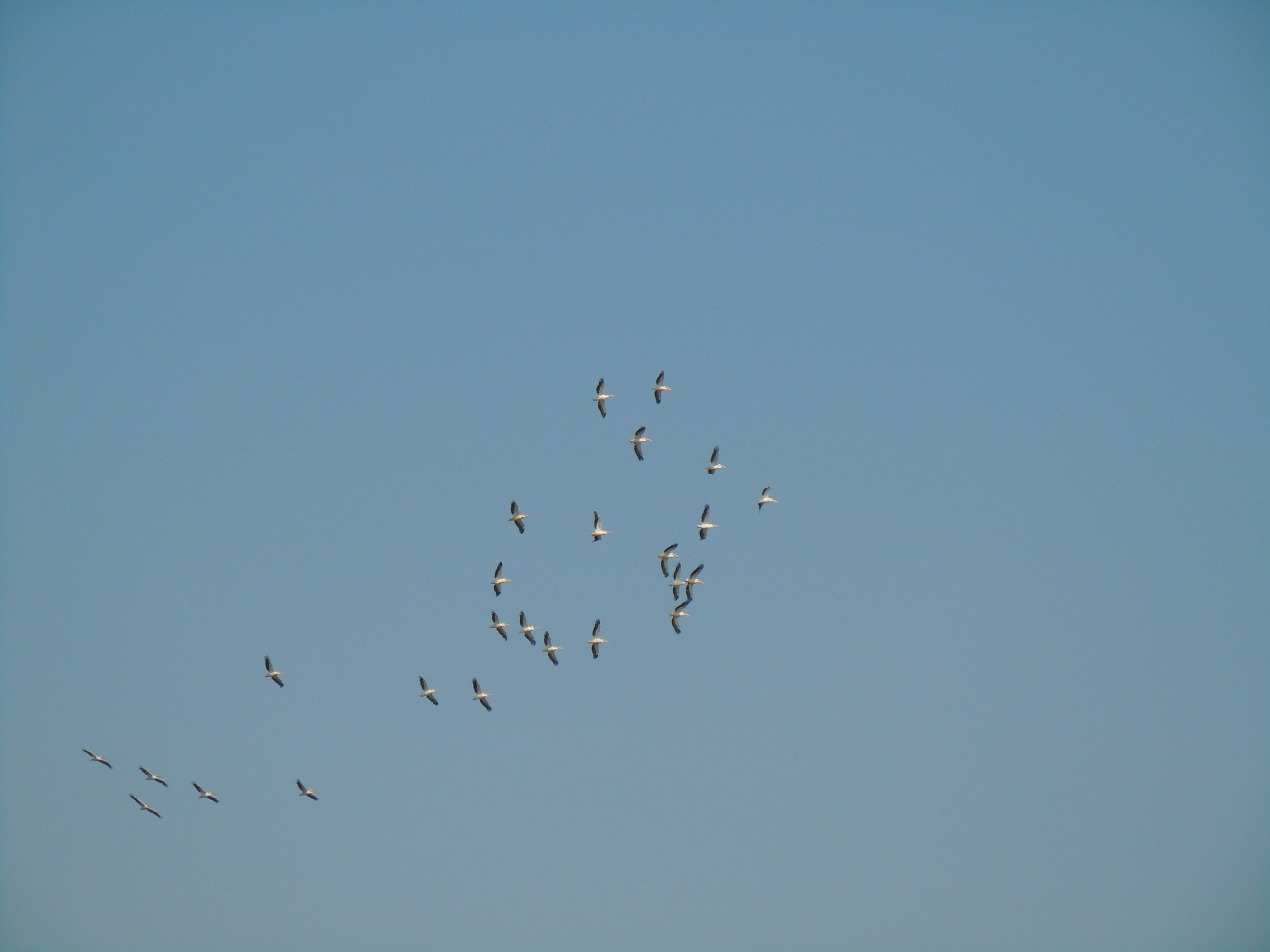
Розовые пеликаны над Будацким лиманом